# Luke, Crystal Gazer
Luke, Crystal Gazer er en amerikansk stumfilm fra 1916.

## Medvirkende
- Harold Lloyd som Luke
- Snub Pollard
- Bebe Daniels
- Charles Stevenson
- Billy Fay